# WSB Universidad
WSB Universidad — una institución académica de educación superior ubicada en Dąbrowa Górnicza, Polonia. Fue fundada en 1995. La universidad se especializa en ciencias económicas, sociales, humanísticas, técnicas, seguridad y de la medicina.
La universidad enseña en siete ubicaciones: su sede en Dąbrowa Górnicza y las Facultades de Cieszyn, Żywiec, Olkusz, Cracovia, Gliwice, Jaworzno, Katowice, Varsovia y Tychy¹. En 2023, ofrecerá 26 campos de estudio de primer y segundo grado, estudios de maestría unificados, lleva a cabo estudios duales, realiza estudios Executive MBA y Master of Business Administration (socio del curso: EY Academy of Business), dirige una escuela de doctorado, estudios de doctorado y seminarios de doctorado.
La universidad participa en programas internacionales: Erasmus+, Norway Grants, Servicio Alemán de Intercambio Académico (DAAD), Visegrad Fund, Polish-Lithuanian Youth Exchange Fund.
WSB Universidad está involucrada en científicas y está acreditada internacionalmente: Fundación para la Promoción y Acreditación de las Ciencias Económicas EPOQUS; Acreditación internacional CEEMAN IQA; Etiqueta EUR-ACE®, la Comisión de Acreditación de Universidades Tecnológicas (KAUT).